# Pullen Strait
Pullen Strait är ett sund i Kanada.   Det ligger i territoriet Nunavut, i den norra delen av landet, 3 500 km norr om huvudstaden Ottawa.